# Martinus Schuil
Martinus Schuil (Harlingen, 26 april 1842 – Drachten, 22 maart 1899), ook wel Mart. Schuil, was een Nederlands componist.
Hij was zoon van Jouke Boltom/Bolton Schuil en Akke Zijlstra. Zijn vader, die muziekonderwijzer en organist te Leeuwarden was en een kerstcantate componeerde, overleed in Martinus eerste levensjaar (9 oktober 1842). Hijzelf was getrouwd met Martha van der Meulen. Dochter Anna Cornelia Schuil was zangeres; zoon Jouke Broer, getrouwd met Amalia Jacoba Hol, dochter van componist Richard Hol en zangpedagoge, werd schrijver van kinderboeken.
Na het overlijden van Jouke Schuil trok de familie naar Franeker. Er volgden lessen van plaatselijke organisten, onder andere van Jac. Velds uit Sneek, als ook lessen in Leeuwarden. Dankzij een financiële bijdrage van derden kon hij tot 1862 drie jaar gaan studeren aan het Brussels Conservatorium; hij kreeg er onderricht van François-Joseph Fétis en Dupont in vakken viool, piano en muziektheorie. Daar ontwikkelde hij zich mede tot tenor en kon ook zitting nemen in het orkest van de opera.
Hij keerde terug naar Nederlands en vestigde zich weer in Leeuwarden en werd in 1864 organist te Franeker en dirigent van "Euphonia". In 1875 was hij terug in zijn geboortestad alwaar hij tot zijn dood organist was van de Doopsgezinde kerk, kapelmeester van de schutterij en koordirigent van "Euterpe", door hemzelf opgericht. Hij bracht daarmee in een gebied dat nauwelijks grote uitvoeringen kende,  opvoeringen van Het onderhuis van Richard Hol en De wereld in van Peter Benoit tot stand; die laatste vroeg een mankracht van 250 kinderen en groot orkest.
Schuil richtte in 1876 in Harlingen het 'Stedelijk Muziekcorps' op, vanuit de schutterij. De schutterij is opgeheven, het corps bestaat nog steeds, onder de huidige naam: Stedelijke Muziekvereniging Harlingen.  
De werkzaamheden leidden tot een aantal composities:
- De woudkoningin, een kinderoperette in twee bedrijven, waarvan ook een Engelse (The Sylvan Queen) , Duitse (Die Waldkönigin) en Franse (La reine des bois) versie werd uitgegeven; deze kinderoperette werd tot in de jaren vijftig in het gehele land uitgevoerd.
- Rika’s droom, zangspel in één bedrijf met piano of orkest
- Kerstcantate voor solisten, vrouwen- of kinderkoor met piano of orgel
- Malle Geert, zangspel in drie bedrijven naar eigen libretto en compositorische bijdragen van Richard Hol
- Franchement de marskramer, een operette
- Een repetitie-avond der zangvereenigiung Door Harmonie Vereenigd; een humoristisch schets
- Eureka, fantasie in drie bedrijven met daarin Lied van Else, dat ook wel losstaand werd uitgevoerd
- Neerlands bodem; ter gelegenheid van 100 jaar Maatschappij tot Nut van 't Algemeen.

Hij woonde tot zijn overlijden in Harlingen, maar overleed bij een zwager te Drachten in Smallingerland; hij was toen minstens een jaar ziek.